# Banco Nacional de Crédito Ejidal
El Banco Nacional de Crédito Ejidal fue un banco de desarrollo agrícola mexicano que existió de 1935 a 1940. Este banco se creó a partir de una reforma de la Ley de Crédito Agrícola (expedida por primera vez el 10 de febrero de 1926) el 2 de diciembre de 1935, se conformó como una sociedad anónima, el capital necesario para la conformación de éste banco provino de la integración de las entidades regionales del Banco Nacional de Crédito Agrícola y de capitales derivados por la suscripción de acciones del mismo.

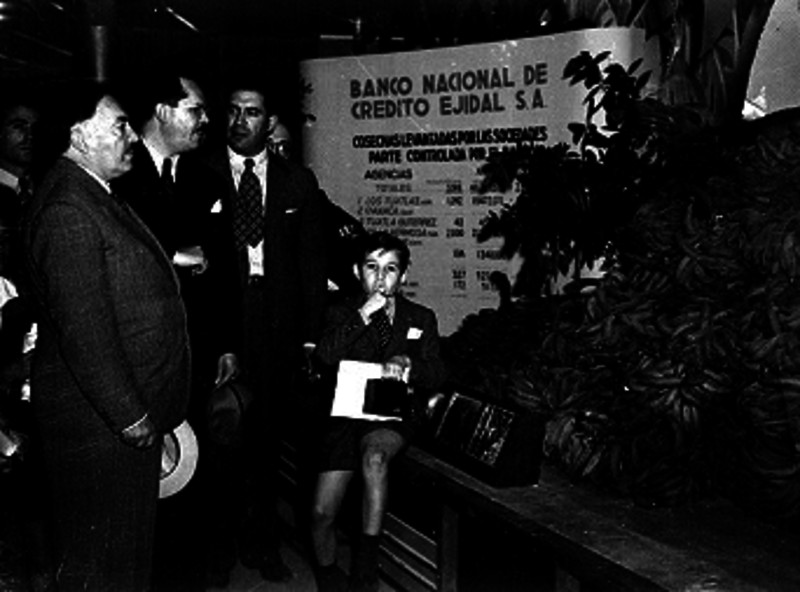
José G. Parres (Secretario de Agricultura 1937-1940) revisa estadísticas agrícolas del Banco Nacional de Crédito Ejidal.

## Objetivos
La misión del BNCE se conducía en la dirección de proporcionar créditos a los campesinos de las comunidades ejidales, esto con los objetivos de adquirir nuevas herramientas, aumentar la capacidad productiva de las parcelas y efectuar grandes obras de riego (principalmente en La Laguna, Mexicali, El Yaqui y Yucatán).  Los objetivos del BNCE, a través de sus agencias regionales, con el tiempo también contemplaron la compra de ganado y el mejoramiento cultural e intelectual de las poblaciones habitantes de ejidos colectivos.

## La creación del BNCE
A partir de una reforma de la Ley de Crédito Agrícola (originalmente expedida en 1926)  el 2 de diciembre de 1935 fue creado el BNCE como una herramienta vital del el nuevo sistema de crédito agrícola del país, el cual ya contaba con el Banco Nacional de Crédito Agrícola, las Sociedades Locales de Crédito Ejidal, las Sociedades Locales de Crédito Agrícola y las Sociedades de Interés Colectivo Agrícola. La ley establecía que algunas agencias locales del Banco Nacional de Crédito Agrícola se debían transformar en dependencias del nuevo banco. Como se mencionó en la introducción, el financiamiento del banco provino de la suscripción de acciones: estas se presentarían en tres formatos. En conjunto el valor de estas acciones alcanzaría, en un inicio, 120 millones de pesos. La serie de acciones “A” sólo fueron suscritas por el gobierno federal, conformaban el 95.8% del capital (alrededor de 115 millones de pesos). La serie de acciones “B” sólo pudieron ser adquiridas por gobiernos estatales (incluyendo el Distrito Federal) y territorios de la nación (el monto total de estas acciones fue aproximadamente de 2.5 millones de pesos, un 2.08% de las acciones). Por último, las acciones de tipo “C”, con un monto similar al de las acciones tipo “B”, fueron adquiridas por las ya previamente establecidas sociedades locales de crédito ejidal.

## Resultados del Banco Nacional de Crédito Ejidal
La reforma agraria fue apoyada por créditos del Banco Nacional de Crédito Ejidal y programas de asistencia técnica en todas las fases de las operaciones agrícolas. Se le dio especial importancia al desarrollo de ejidos colectivos en que las tierras eran cultivadas en común por sus dueños para aprovechar las economías de escala. Para 1940 los ejidos de una u otra forma representan alrededor de la mitad de las tierras de cultivo y la mitad de la población rural, en tanto que en 1930 representaban solo 13% de las tierras de cultivo, y la población en las haciendas había caído de alrededor de tres millones en 1910 a 800000 en 1940. Este proceso de reforma agraria puso las bases para la estabilidad política en las décadas siguientes.